# يان لالا
يان لالا (مواليد 10 سبتمبر 1938) هو لاعب كرة قدم. يلعب مع منتخب تشيكوسلوفاكيا لكرة القدم. سبق له أن لعب في كأس العالم لكرة القدم مع منتخب بلاده.

## روابط خارجية
- يان لالا على موقع الاتحاد الدولي (مؤرشف)  (الإنجليزية)
- يان لالا على موقع الاتحاد التشيكي (الإنجليزية)
- يان لالا على موقع قاعدة بيانات كرة القدم.إي يو (الإنجليزية)
- يان لالا على موقع ناشيونال فوتبول تيمز (الإنجليزية)